# HMS Simoom (P225)
Le HMS Simoom (Pennant number : P225) est un sous-marin britannique de classe S du troisième lot, construit pour la Royal Navy pendant la Seconde Guerre mondiale. Il faisait partie des unités construites entre 1941 et 1944 par les Britanniques pour des opérations offensives. Il a été construit par Cammell Laird à Birkenhead. Sa quille fut posée le 14 juillet 1941, et il fut lancé le 12 octobre 1942.
Après une première patrouille au large de la Norvège, le HMS Simoom appareilla pour Gibraltar, puis pour Alger en Afrique française du Nord. De là, il effectue quatre patrouilles et attaque plusieurs navires, mais il n’en coule qu’un : un destroyer italien. Le HMS Simoom a ensuite visité plusieurs ports de la Méditerranée orientale, puis il a quitté Port-Saïd pour une patrouille au large de la Turquie. Il n’est pas revenu de cette patrouille, et il est fort probable qu’il a heurté une mine et coulé. Son épave a été découverte en 2016 au large de Ténédos, en Turquie.

## Conception
Les sous-marins de la classe S ont été conçus pour patrouiller dans les eaux resserrées de la mer du Nord et de la mer Méditerranée. Les navires du troisième lot étaient légèrement agrandis et améliorés par rapport à ceux du deuxième lot. Ils avaient une coque plus solide, transportaient plus de carburant, et leur armement était modernisé.

Schéma d'un sous-marin de classe S.

Ces sous-marins avaient une longueur hors tout de 66,1 mètres, une largeur de 7,2 m et un tirant d'eau de 4,5 m. Leur déplacement était de 879 tonnes en surface et 1 006 tonnes en immersion . Les sous-marins de la classe S avaient un équipage de 48 officiers et matelots. Ils pouvaient plonger jusqu'à la profondeur de 90 m.
Pour la navigation en surface, ces navires étaient propulsés par deux moteurs Diesel de 950 ch (708 kW), chacun entraînant un arbre et une hélice distincte. En immersion, les hélices étaient entraînées par un moteur électrique de 650 ch (485 kW). Ils pouvaient atteindre 15 nœuds (28 km/h) en surface et 10 nœuds (19 km/h) en plongée . En surface, les sous-marins du troisième lot avaient une autonomie en surface de 6 000 milles marins (11 000 km) à 10 nœuds (19 km/h), et en plongée de 120 milles (220 km) à 3 nœuds (5,6 km/h).
Ces navires étaient armés de sept tubes lance-torpilles de 21 pouces (533 mm) dont six à la proue et un tube externe à la poupe. Ils transportaient six torpilles de recharge pour les tubes d’étrave, pour un total de treize torpilles. Douze mines pouvaient être transportées à la place des torpilles intérieurement arrimées. Les navires étaient aussi armés d'un canon de pont de 3 pouces (76 mm).
Les navires du troisième lot de la classe S étaient équipés d’un système ASDIC de type 129AR ou 138 et d’un radar d’alerte avancée de type 291 ou 291W .

## Engagements
Le HMS Simoom a été commandé par l'Amirauté britannique le 2 septembre 1940 et construit par le chantier naval Cammell Laird à Birkenhead. Sa quille fut posée le 14 juillet 1941, et il fut lancé le 12 octobre 1942. Il est baptisé HMS Simoom (en français : simoun), le nom d’un vent chaud et sec du désert. Il est le cinquième navire de la Royal Navy à porter ce nom .
Le 27 décembre 1942, sous le commandement du lieutenant Christopher Henry Rankin, le HMS Simoom quitte le chantier naval pour se rendre à Holy Loch, où il est commissionné dans la Royal Navy trois jours plus tard ,.
Après son entraînement, le HMS Simoom quitte le port le 15 février 1943 pour une patrouille au large de la Norvège, assurant la protection des convois arctiques à destination et en provenance des ports du nord de la Russie. Sa patrouille se déroule sans incident et il est de retour à Lerwick le 11 mars. Après avoir fait changer l’une de ses hélices, le HMS Simoom appareille pour Gibraltar, puis pour Alger, où il arrive le 24 mai .

### Alger
Le 4 juin 1943, le HMS Simoom, désormais sous le commandement du lieutenant Geoffrey D. N. Milner, quitte Alger pour patrouiller à l’ouest de la Sardaigne et de la Corse. Une fois de plus, sa patrouille se déroule sans incident, et il rentre au port le 17 juin après avoir aperçu seulement quelques avions et aucun navire.
La patrouille suivante du HMS Simoom commence le 28 juin, lorsqu’il a patrouille dans la mer Tyrrhénienne pour couvrir les débarquements alliés en Sicile. Le 13 juillet, il tire quatre torpilles sur un convoi ennemi, mais le rate. Deux jours plus tard, le sous-marin attaque en surface le remorqueur italien Robusto avec son canon de pont et met plusieurs coups au but, mais un avion qui approchait le force à interrompre l’attaque et à plonger. Le HMS Simoom termine sa patrouille le 22 juillet.

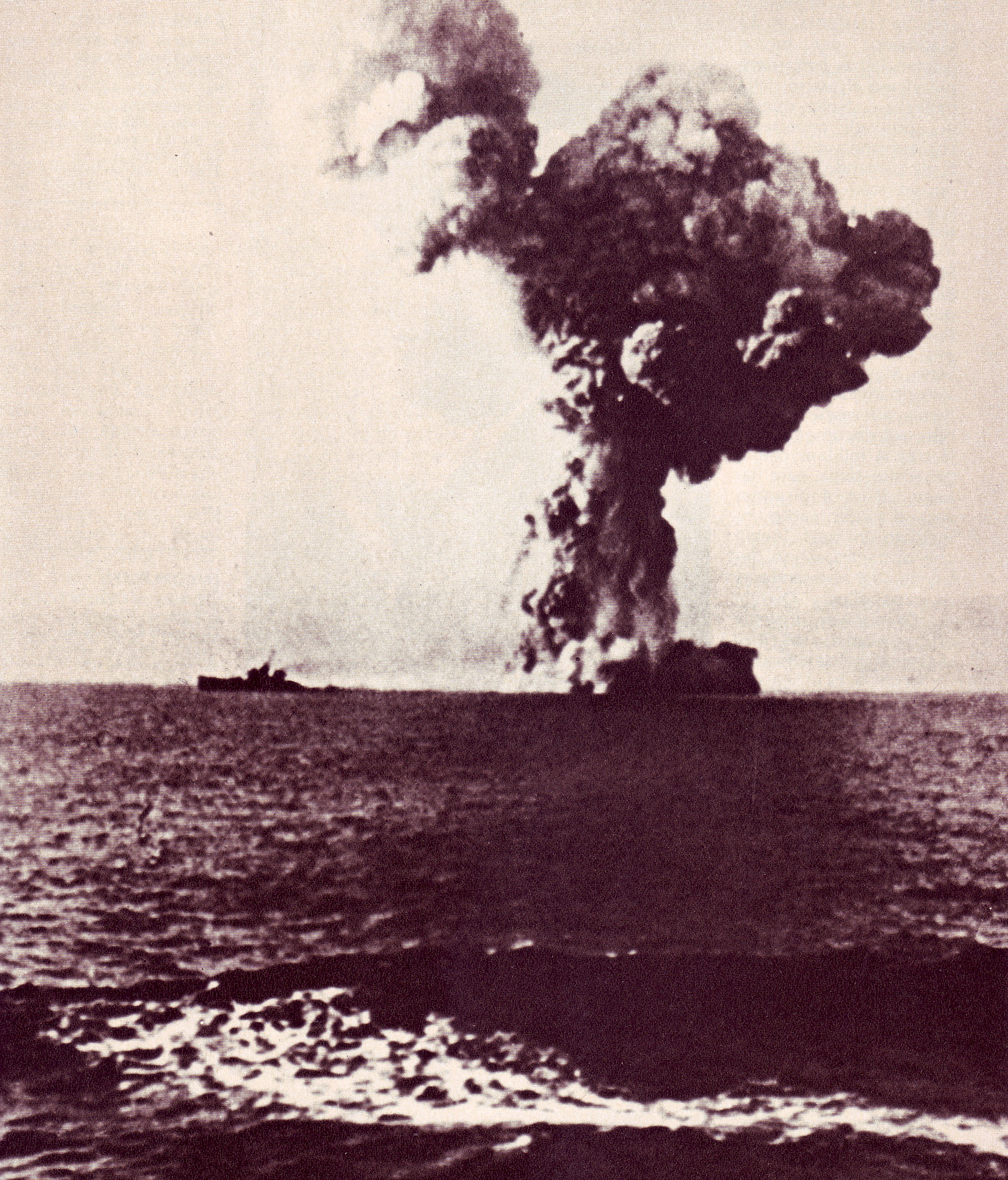
Le Vincenzo Gioberti explose après avoir été touché par les torpilles du Simoom

Le HMS Simoom repart d’Alger le 4 août pour une patrouille dans le golfe de Gênes. Le 8 août, il attaque sans succès un navire marchand avec trois torpilles. Le lendemain, le sous-marin aperçoit le croiseur italien Giuseppe Garibaldi, accompagné de plusieurs croiseurs légers et destroyers. Il tire trois torpilles sur le Giuseppe Garibaldi, mais manque à nouveau sa cible. Cependant les torpilles coulent le destroyer italien Vincenzo Gioberti, de classe Oriani, causant la perte de 171 hommes. Le HMS Simoom est ensuite contre-attaqué par des grenades anti-sous-marines, mais il s’en sort sans dommages, et rentre à Alger le 13 août après avoir été rappelé.
Le 3 septembre, le sous-marin entreprend une autre patrouille en Méditerranée occidentale, avec l’ordre d’agir comme radiobalise directionnelle pendant l’opération Avalanche, le débarquement allié près de Salerne. Finalement la participation du Simoom n’était pas nécessaire, et il ne réalise pas l’opération. Le 15 septembre, le Simoom lance deux torpilles sur le au de transport allemand KT 11, mais le manque. Il termine sa patrouille, rentrant à Alger le 22 septembre.

### Disparition
Du 3 au 17 octobre 1943, le Simoom se rend à Port-Saïd, en passant par Malte, Beyrouth et Haïfa. Il subit des réparations à ses batteries, puis il repart le 2 novembre pour une patrouille entre Naxos et Mykonos, en Grèce. Le sous-marin ne rentre pas à Beyrouth le 19 novembre comme prévu, et il est déclaré manquant le 23. Le Simoom a peut-être été coulé par le sous-marin allemand U-565 le 15 novembre. À cette date, un communiqué radio allemand affirma qu’un sous-marin avait été coulé dans la mer Égée, et que quelques membres de l’équipage avaient été secourus. L’incident n’a jamais été confirmé, puisque les Allemands n’ont pas été en mesure d’identifier visuellement le sous-marin ennemi, qui a été touché par une torpille Zaunkönig. Toutefois, cela a été jugé improbable. Des études d’après-guerre ont conclu que la cause la plus probable de la perte du Simoom était qu’il avait heurté une mine le 4 novembre dans un nouveau champ de mines mouillé au large de Donoussa.
Son épave a été découverte en 2016 au large de Ténédos, en Turquie. Les barres de plongée tribord (à droite) du Simoom ont été très endommagés, et on considère maintenant qu’il est fort probable qu’il ait heurté une mine en surface,.
Sur les 15 torpilles tirées par le Simoom au cours de sa carrière, toutes ont raté leurs cibles, mais trois torpilles ont frappé et coulé le destroyer italien Vincenzo Gioberti.